# Mikola Kapustianski
Mikola Oleksàndrovitx Kapustianski (en ucraïnès: Мико́ла Олекса́ндрович Капустя́нський; 1 de febrer de 1879 - 19 de febrer de 1969) va ser un general de l'exèrcit de la República Popular d'Ucraïna i un dels fundadors de l'Organització dels nacionalistes ucraïnesos. Va néixer a la Gubèrnia de Iekaterinoslav (a l'actual província de Dnipropetrovsk) al centre d'Ucraïna, llavors part de l'Imperi Rus.

## Biografia
Va lluitar a la guerra russo-japonesa i el 1912 es va graduar a l'Acadèmia de l'Estat Major de Sant Petersburg. Durant la Primera Guerra Mundial va ser ascendit a coronel. Després de la revolució de 1917, es va unir a les unitats ucraïneses de l'exèrcit rus i va acabar esdevenint cap d'estat major de la Primera Divisió del Primer Cos d'Ucraïna l'agost de 1917 i, a principis de 1918, cap d'estat major del front sud-oest. Sota el Directori de la República Popular d'Ucraïna, va servir com cap d'operacions i després com intendent general de l'exèrcit. El 1920 va ser ascendit a general de brigada.
Després de la guerra, Kapustianski va emigrar a Polònia i després a França. Va ser un fundador de l'Organització de nacionalistes ucraïnesos i membre del seu Provid, o Direcció, des de 1929 fins a la seva mort el 1969. Durant la ruptura entre Andrí Mèlnik i Stepan Bandera dins de l'OUN, es va posar del costat del més moderat i conservador Melnyk. Quan els alemanys van ocupar Ucraïna durant la Segona Guerra Mundial, Kapustinsky va exercir de vicepresident del Consell Nacional d'Ucraïna a Kíiv, però més tard va ser arrestat i empresonat pels alemanys. Durant la Segona Guerra Mundial, va cooperar amb els nazis i va intentar establir una secció ucraïnesa a la Wehrmacht. Després de la guerra, es va establir a Munic i es va convertir en el primer cap de la secció militar del Govern a l'exili de la República Popular d'Ucraïna. Va escriure Pokhid ukraïns'kykh armii na Kyïv–Odesu v 1919 rotsi (La marxa dels exèrcits ucraïnesos a Kíiv–Odessa el 1919; 1922, 2a ed. 1946) i nombrosos articles sobre afers militars.